# حاضي (حبيش)

تعديل مصدري - تعديل

حاضي محلة تابعة لقرية الجراجر، التابعة لعزلة نقيل العقاب بمديرية حبيش إحدى مديريات محافظة إب في الجمهورية اليمنية، بلغ تعداد سكانها 108 حسب تعداد اليمن لعام 2004.